# 圖盧人
图卢人（Tulu people）是來自印度南部的一個民族語言和民族文化群體。他們的母語是图卢语，他們傳統居住的地區被稱為图卢纳德。根據2011年人口普查显示，印度境內有1,846,427人以图卢语为母语。